# Vachonium belizense
Vachonium belizense es una especie de arácnido del orden Pseudoscorpionida de la familia Bochicidae.

## Distribución geográfica
Es endémica de Belice.